# 伊藤克美
伊藤 克美（いとう かつみ、生年不明）は、日本の俳優。元エクラン社（エクラン演技集団）所属。

## 人物
かつてエクラン社所属の俳優として『必殺シリーズ』など多くの時代劇で端役を中心に出演していた。

## 出演

### テレビドラマ
- 必殺シリーズ（ABC / 松竹）
  - 翔べ! 必殺うらごろし 第18話「抜けない刀が過去を斬る!」（1979年） - 三上
  - 必殺仕事人（1979年 - 1981年）※毎回異なる端役で出演
    - 第1話「主水の浮気は成功するか?」 - 同心
    - 第26話「半吉は女の愛で立ち直れるか?」 - 見物人
    - 第42話「隠し技 暗闇とどめ刺し」 - 仙吉
    - 第47話「悔し技 情念恋火攻め」 - 酔漢
    - 第74話「引き技強奪押し込み斬り」 - 見物人
    - 第79話「隠し技 潜入喉輪攻め」 - 同心・河合
    - 第81話「捜し技 高利蟻地獄斬り」 - 小者
    - 第82話「激闘技 地獄道暴れ斬り」 - 屋台の客

  - 新・必殺仕事人（1981年 - 1982年）※毎回異なる端役で出演
    - 第19話「主水夜長にガッカリする」 - 客
    - 第23話「主水かくれて夜勤する」 - かごかき
    - 第24話「主水泣いて減食する」 - 供侍
    - 第25話「主水猫を逮捕する」 - 権次
    - 第35話「主水友情に涙する」 - 子分
    - 第36話「主水凧市で交通整理する」 - 若い男
    - 第40話「主水ケチに感心する」 - 出前持ち
    - 第45話「主水心配する」 - 勘助
    - 第51話「主水ビックリする」 - 子分

  - 必殺仕舞人 第6話「花笠音頭は地獄で踊れ－山形－」（1981年） - 弥吉
  - 新・必殺仕舞人 第10話「喧嘩も楽しい河内音頭」（1982年） - 三平
  - 新・必殺仕舞人
    - 第4話「八木節は悲しい村の恨み節」（1982年） - 役人
    - 第7話「貝殻節は子捨て唄」（1982年） - 山伏

  - 必殺仕事人III（1982年 - 1983年）※毎回異なる端役で出演
    - 第11話「恋の重荷を背負ったのは秀」 - 丑造
    - 第26話「嫁の勤めを果たしたのは加代」 - 多吉
    - 第28話「相撲取りに惚れられたのは加代」 - 使いの者
    - 第31話「全財産をなくしたのは加代」 - 彦太郎
    - 第35話「金融札に手を出したのはお加代」 - 門番

  - 必殺シリーズ10周年記念スペシャル 仕事人大集合（1982年） - 門番
  - 必殺仕事人IV（1983年 - 1984年）※毎回異なる端役で出演
    - 第6話「お加代 商売敵の出現にあわてる」 - 憂国館の学生
    - 第11話「秀催眠術をかけられる」 - お京の手下
    - 第18話「なんでも屋の加代花嫁になる」 - 矢七
    - 第20話「主水、宮本武蔵の子孫と試合をする」 - 畑中
    - 第25話「主水の上役転勤する」 - 無頼
    - 第32話「主水超能力山伏に部屋を貸す」 - 乾分
    - 第39話「加代エリマキトカゲを目撃する」 - 同心・内田

  - 必殺渡し人（1983年）
    - 第7話「お化け屋敷で渡します」 - 客
    - 第9話「無縁墓地で渡します」 - 門弟

  - 年忘れ必殺スペシャル 仕事人アヘン戦争へ行く 翔べ!熱気球よ香港へ（1983年） - 青二
  - 必殺仕切人（1984年）
    - 第2話 もしも勇次の糸が切れたら」 - 駒三
    - 第10話 もしも超能力でシャモジが曲がったら」 - 久太

  - 必殺橋掛人（1985年）
    - 第3話「神田のゆうれい坂を探ります」 - 客
    - 第6話「本所の七不思議を探ります」 - 職人
    - 第7話「湯島天神の紅梅を探ります」 - 男
    - 第8話「浅草の秘ドクロを探ります」 - 手下
    - 第9話「柴又帝釈天のトラを探ります」 - 小源太

  - 必殺仕事人V（1985年）※毎回異なる端役で出演
    - 第8話「加代、モグラ男夫婦にあてつけられる」 - 同心、やくざ
    - 第9話「主水、キン肉オトコに会う」 - 侍
    - 第12話「組紐屋の竜 忍者と闘う」 - 丑松
    - 第17話「加代 子守唄を歌う」 - 呉服屋の倉庫番
    - 第20話「主水、田植えする」 - 見物客

  - 必殺仕事人意外伝 主水、第七騎兵隊と闘う 大利根ウエスタン月夜（1985年） - 六
  - 必殺仕事人V・激闘編 第1話「殺しの番号壱弐参」（1985年）
- 斬り捨て御免!（CX / 松竹）
  - 第2シリーズ 第11話「狼どもの血祭り仁義」（1981年） - 三太
  - 第3シリーズ（1982年）
    - 第14話「生き地獄女悪鬼の棲む館」
    - 第17話「湯殿で襲われた女賭博師」
    - 第18話「赤い人魚は死神の使者」
- 時代劇スペシャル（1982年 - 1983年、CX）
  - 「刺客街道」
  - 「江戸の大騒動 －太助・家光・彦左－」
  - 「丹下左膳 剣風!百万両の壺」
  - 「樅ノ木は残った 乱心」
  - 「風車の浜吉捕物綴〜秘剣〜」
- 眠狂四郎円月殺法（1982年、TX）
  - 第5話「武士道残酷多情剣 －藤沢の巻－」
  - 第6話「仕込み傘女郎花殺生剣 －大磯の巻－」
  - 第8話「無惨!乙女肌魔性剣 －三島の巻－」
  - 第12話「姫君みだれ舞い妖艶剣　－藤枝の巻－」 - 酒井
  - 第13話「月光けもの谷暗殺剣 －掛川の巻－」
- 眠狂四郎無頼控 第16話「怪奇! 妖刀に呪われた女」（1983年、TX）
- ザ・サスペンス / 金田一耕助の傑作推理シリーズ 第2作「ミイラの花嫁」（1983年、TBS）
- 土曜ワイド劇場 京都殺人案内 第9作「歌謡界のウラを暴け 北の港に棄てた女」（1984年、ABC） - 漁船員
- 赤かぶ検事奮戦記IV（1985年、TBS）
  - 第5作「遺骨を欲しがる女」
  - 第8作「美人妻レイプ裁判」

### 映画
- 炎のごとく（1981年、東宝）
- 必殺! THE HISSATSU（1984年、松竹）